# Accord de Marrakech
L'accord de Marrakech, accord instituant l'Organisation mondiale du commerce (aussi appelé acte final du cycle d'Uruguay) est un ensemble de traités commerciaux internationaux signés à Marrakech le 15 avril 1994, lors d'une conférence du même nom. 

## Histoire
L'accord de Marrakech clôt un cycle de négociations commerciales d'une durée de huit ans, entamé en 1986. On parle parfois d'accords de Marrakech au pluriel pour souligner le grand nombre d'accords, de mémorandums et d'annexes signés lors de la conférence.

## Contenu
Le préambule du traité commercial reconnaît la nécessité de permettre « l'utilisation optimale des ressources mondiales conformément à l'objectif de développement durable ».
L'accord modifie en profondeur le cadre institutionnel du commerce international. Il est notamment à l'origine de la création de l'Organisation mondiale du commerce, qui remplace le GATT. Il est entré en vigueur le 1er janvier 1996. 
Il comprend par ailleurs différentes annexes qui définissent les grandes réglementations en matière de commerce international et les modalités de règlements des différends commerciaux dont une forme nouvelle du GATT, l'Accord général sur le commerce des services (AGCS) et l'Accord sur les aspects des droits de propriété intellectuelle qui touchent au commerce (ADPIC).

## Structure de l'accord
- Accord instituant l'Organisation mondiale du commerce   
  - Annexe 1 
    - Annexe 1a : accords multilatéraux sur le commerce des marchandises
    - Annexe 1b : accord général sur le commerce des services
    - Annexe 1c : aspects des droits de propriété intellectuelle qui touchent au commerce

  - Annexe 2 :  mémorandum d'accord sur le règlement des différends
  - Annexe 3 : mécanisme d'examen des politiques commerciales
  - Annexe 4 : accords commerciaux plurilatéraux
    - Annexe 4a : accord sur le commerce des aéronefs civils

  - Annexe 4b : accord sur les marchés publics
  - Annexe 4c : accord international sur le secteur laitier (a expiré à la fin de 1997)
  - Annex 4d :  accord international sur la viande bovine (a expiré à la fin de 1997)